# Полякова, Ирина Васильевна
Ирина Васильевна Полякова (род. 9 марта 1961, Казань) — российская биатлонистка и лыжница. Чемпионка и серебряный призёр зимних Паралимпийских игр, многократная чемпионка мира. Заслуженный мастер спорта России по лыжным гонкам и биатлону среди спортсменов с нарушением опорно-двигательного аппарата.
В 2011 году, после домашнего чемпионата мира в Ханты-Мансийске, завершила спортивную карьеру. Ныне — тренер Марты Зайнуллиной, призёра Паралимпийских игр и чемпионки мира.
Выпускница МГАФК.

## Награды
- Медаль ордена «За заслуги перед Отечеством» I степени (11 июня 2008 года)[3].
- Заслуженный мастер спорта России (2002).